# Leuciris paecilmidia
Leuciris paecilmidia là một loài bướm đêm trong họ Geometridae.